# Franca Sozzani
Ne pas confondre avec sa sœur Carla Sozzani
Franca Sozzani, née le 20 janvier 1950 à Mantoue et morte le 22 décembre 2016 à Milan, est une journaliste de mode italienne et rédactrice en chef de l'édition italienne du magazine Vogue de 1988 à sa mort.

## Biographie
Franca Sozzani naît à Mantoue en 1950, d'un père ingénieur chez Fiat.
Elle grandit à Milan, puis vit trois ans à Chambéry, un an à Turin, puis à Londres, au gré des affectations professionnelles de son père. La famille Sozzani revient à Milan, capitale de la mode italienne, où Franca finit ses études de littérature à l'université catholique du Sacré-Cœur et apprend le russe, langue à la mode à l'époque précise-t-elle. Sa sœur Carla Sozzani lui donne goût à la mode ; elles deviendront à elles deux des personnalités italiennes très influentes dans le domaine de la mode. Elle se marie à vingt ans pour divorcer trois mois plus tard.
Franca Sozzani trouve un premier travail de secrétaire à L'Uomo Vogue, ce qui lui permet de rencontrer la direction de Condé Nast Italia ; on lui propose alors le poste de rédactrice-assistante à Vogue Bambini. Ce travail ne lui convient pas, elle décide, sur un coup de tête, de partir en Inde ; elle y restera deux mois et sera licenciée à son retour. Elle a 25 ans, passionnée par YSL avec sa ligne de prêt-à-porter rive gauche et, malgré son escapade en Inde, est embauchée dans un nouveau magazine des Éditions Condé Nast, Lei, pour s'occuper de la rubrique mode ; elle y fait ses armes. Après trois ans, elle en devient rédactrice en chef mais se retrouve un peu perdue dans les responsabilités. Elle décide de partir se former aux États-Unis et rencontre de futurs grands photographes comme Herb Ritts ou Bruce Weber. Deux ans plus tard, elle fera connaissance de Mario Testino. Mais c'est surtout le photographe Steven Meisel qui va façonner année après année l'image de Vogue Italia dans les années suivantes.
Elle se marie avec le directeur italien du Club Med, accouche de son fils (en), puis divorce quelque temps après. On lui propose la responsabilité d'un second magazine, Per Lui mais ne veut pas de ce travail qui va lui prendre trop de temps. Franco Sartori, le rédacteur en chef de Vogue Italia meurt, et en décembre 1987, elle est recrutée à l'âge de 37 ans pour entrer chez Vogue Italia. Les deux premières années au sein du magazine sont « les pires moments de ma vie » dira-t-elle : le magazine ressemble alors à un simple catalogue, et les ventes sont mauvaises, la publicité, principal revenu, est au plus bas, les grandes marques françaises de mode n'achetant même pas de pages. Mais les choses changent : de grandes signatures écrivent dans le magazine, la maquette, la typographie sont revues, les plus grands top-models apparaissent dans les pages : les ventes décollent nettement. Franca Sozzani, omniprésente dans toutes les rubriques et qui impose ses points de vue, contrôle tout : elle a rénové le magazine avec Fabien Baron au début, en donnant le pouvoir à l'image et à la photographie. Vogue Italia devient une référence mondiale dans ces années suivantes,.
Franca Sozzani, n'hésitant pas à aborder des sujets sociaux dans les colonnes de son magazine, décide de publier le Black Issue en 2008, un numéro avec uniquement des mannequins noirs,. C'est un tel succès que celui-ci doit être réimprimé en Allemagne, aux États-Unis, et au Royaume-Uni. Pourtant, elle reçoit de nombreuses critiques pour ce numéro. D'autres numéros, comme celui consacré à la chirurgie esthétique MakeOver, ou le numéro Curvy, de juin 2011 feront également sensation. En février 2010, le site internet bilingue du magazine est lancé.
En 2011, elle est juge invitée du 16ème cycle de l'émission America’s Next Top Model.
En mars 2012, elle est faite chevalier de la Légion d'honneur par Nicolas Sarkozy, et est ambassadrice de bonne volonté auprès des Nations unies où elle représente le programme Fashion 4 Development,. En mai 2014, elle est nommée ambassadrice du programme alimentaire mondial des Nations unies.
Soutien dans Vogue de Lacroix, Versace, ou Dolce & Gabbana, proche de Miuccia Prada et de Karl Lagerfeld, elle porte malgré tout, après plusieurs décennies d'activité, un regard détaché de la mode, n'hésitant pas à lancer dans les médias des phrases provocatrices à l'encontre des tendances,. Elle meurt le 22 décembre 2016 d'un cancer du poumon.

### Filmographie
- (documentaire) Franca, chaos and creation, 2016, réal. Francesco Carrozzini